# Håberget
Håberget är en storgård cirka 4 mil öster om Elverum i Innlandet fylke. Det är den östligaste bosättningen i kommunen och gränsar till Trysil.

## Historia
Det var på 1600-talet som finska nybyggare slog sig ner i skogarna kring Håberget. Under 1700-talet byggdes torpet ut till en storgård. Under andra världskriget hade tyskarna en fast station på gården, där de bland annat konfiskerade skolsalen, lärarnas rum och gammelstugan. De ca 30 tyska soldaterna stannade i elva månader och trots detta upptäckte de aldrig motståndsrörelsens flyktingrutt mot Sverige som gick strax nedanför gården.

## Legenden om Mattis Håberget
På 1700-talet föddes Mattis på det lilla finntorpet på Håberget. Likt de mongoliska krigarna så drack finnar mjölk från ston för att få ökad styrka. Mattis blev starkare än många andra i trakten och blev i folkmun kallad "grenseskogens Samson". 
Mattis kämpade i det medeltida tävlingen ryggtag. Kampen går till så att man håller armarna kring livet på sin motståndare och kopplar händerna på motståndarens rygg. Sedan ska man få omkull varandra utan några andra knep. Som obesegrad kämpe vann han mycket pengar på Grundsetmarknaden och dessa gick till att bygga ut gården Håberget till en storgård.
En dag när Mattis och hans fru var ute och plockade bär vid Feltplasstjernet gick en björn till angrepp. Mattis skrek till sin fru att fly och lyckades lura björnen till andra sidan av en stor fura. Där grep han tag om framlabbarna på björnen och så blev de stående under en lång tid. Efter kraftmätningen lufsade björnen skrämt därifrån.